# Haplochromis pseudopellegrini
Haplochromis pseudopellegrini là một loài cá đã tuyệt chủng thuộc họ Cichlidae. It occurred in Kenya, Tanzania, và Uganda. Môi trường sống tự nhiên của chúng là hồ nước ngọt.